# Lambert Jacob-Makoy
Lambert Jacob-Makoy (Liège, 12 de novembro de 1790 — Liège, 4 de março de 1873) foi um botânico, horticultor e viveirista belga.

## Biografia
Nascido como Lambert Jacob no seio de uma família de mineiros de carvão de Liège, em idade muito jovem entrou ao serviço da mina, trabalhando com seu pai. querendo libertar-se da pobreza e da dureza da vida nas minas, aprendeu a ler e escrever e em 1806 empregou-se como jardineiro na empresa do florista Henri Joseph Makoy. Um ano depois, passou a trabalhar para um cliente do seu patrão, o banqueiro Louis Frésart.
Em 1810, casou com Marguerite Makoy (1778-1847), filha de seu ex-patrão, adoptando o apelido Jacob-Makoy. O casal iniciou nesse ano o seu próprio viveiro de flores e árvores. Para construir um verdadeiro centro de jardinagem, o jovem viajou pela Inglaterra em 1822 e nos anos seguintes, de onde trouxe orquídeas raras. Lambert Jacob-Makoy tornou-se num renomeado horticultor, adoptando métodos de trabalho e de cultura ao tempo desconhecidos na Europa continental, aclimatando plantas raras desconhecidas dos horticultores e jardineiros europeus. Os seus transplantes e enxertias ousadas também causavam admiração. Durante o primeiro concurso floral belga, realizado em Liège a 20 de junho de 1830, ganhou o primeiro de uma série de muitos prémios internacionais.
No seu negócio contava com o apoio científico de Richard-Joseph Courtois (1806-1835). A sua fama era tal que na sua primeira visita a Liège, o rei Leopoldo I da Bélgica, também apreciador de plantas, visitou os viveiros de Jacob-Makoy. Muitas outras visitas se seguiriam.
Passou a concorrer com as grandes casas viveiristas inglesas  através da aquisição de espécies de todo o mundo através de seus próprios colectores de plantas. Com grandes estufas modernas, o seu estabelecimento era muito procurado pelos construtores de jardins de toda a Europa e tornou-se um dos maiores centros de aclimatação e de fornecimento de plantio da Europa continental a partir da década de 1840.
Em 1841 recebeu uma remessa de plantas do Brasil enviada por Peter Claussen. O interesse foi tal que o seu estagiário Joseph Libon (1821-1861) se juntou a Claussen no Rio de Janeiro para colectar plantas para Jacob-Makoy. Em 1844 também financiou as missões de Nicolas Funck (1816-1896) ao México.
Em 1849, após a morte de sua esposa e do seu filho, Jacob casou novamente com Louise Weyhe, de Dusseldorf. Em 1861, através de uma venda pública, retirou-se a favor da empresa familiar Maison Jacob-Makoy et Cie., que era liderada pelo seu neto J. Closon.
Jacob-Makoy é considerado um dos primeiros horticultores profissionais da Europa continental. Em 1830 foi um dos fundadores da Sociedade Hortícola de Liège (Société d’Horticulture de Liège), instituição onde os botânicos da Universidade de Liège se encontravam com os profissionais e com os amantes da botânica e da floricultura.
Em 1867, foi agraciado com o grau de cavaleiro da Ordem de Leopoldo. O nome de Lambert Jacob-Makoy serviu de epónimo às seguintes espécies:
- (Acanthaceae) Dipteracanthus makoyanus (Closon) Boom[7]
- (Bromeliaceae) Cryptanthus makoyanus Baker[8]
- (Amaryllidaceae) Crinum makoyanum Carrière[9]
- (Anthericaceae) Anthericum makoyanum Regel[10]
- (Araceae) Anthurium makoyanum Hort. ex Gentil[11]
- (Araceae) Arisaema makoyanum Kunth[12]
- (Cactaceae) Epiphyllum makoyanum C.Pynaert[13]
- (Orchidaceae) Bulbophyllum makoyanum Ridl. ex Rchb.f.[14]
- (Orchidaceae) Chysis makoyi Heynh.[15]
- (Podocarpaceae) Podocarpus makoyi (Blume) Hort. ex Parl.[16]

## Publicações
- Catalogue et prix-courant pour 1836 de la collection de plantes de L. Jacob-Makoy, Luik, 1836.